# Warmoesstraat
A Warmoestraat Amszterdam központjának egyik nevezetes utcája. Az Amstellel párhuzamosan halad a pályaudvartól a Dam térig. A 13. században alakult ki. A 16–17. században a város egyik jelentős bevásárlóutcája volt. Híres lakója volt Joost van den Vondel költő, aki itt árulta selyemszöveteit. Napjainkban, a piroslámpás negyedhez, a De Wallenhez való közelsége miatt elsősorban kis kávézók, butikok, szexshopok szegélyezik. Az utcában található a város legnagyobb óvszer-üzlete. Az amszterdami meleg élet egyik központja. Itt székel az amszterdami Prostitúciós Információs Központ is. Nevezetes épületei a belle epoque stílusban megépült Reflet vendéglő, az ágostonrendi apácák egykori zárdájának épülete valamint a Grand Hotel Krasnapolsky télikertje.

## Kapcsolódó szócikk
- Amszterdam története